# Heiliggeist (Belp)

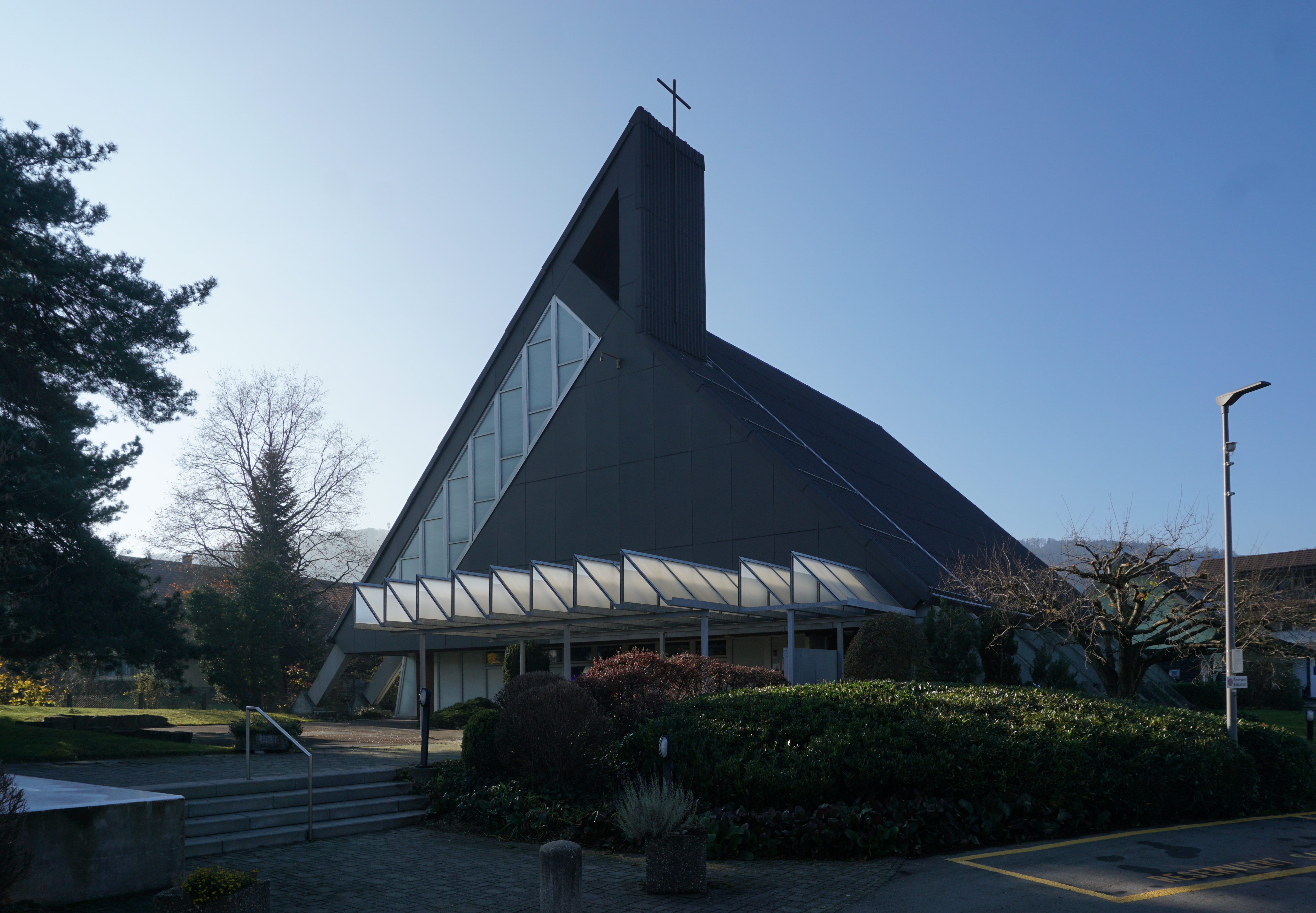
Die Heiliggeist-Kirche von Belp

Die Kirche Heiliggeist wurde 1968 als Pfarrkirche für die neugegründete römisch-katholische Pfarrei Heiliggeist in Belp bei Bern gebaut. Sie war der Prototyp einer Serie von in den folgenden Jahren entstandenen Fastenopfer-Kirchen.

## Geschichte und Pfarreistruktur
Die Pfarrei Heiliggeist umfasst die politischen Gemeinden Belp-Belpberg, Toffen, Rümligen, Kaufdorf, Kirchenthurnen und Gelterfingen und gehört zur Kirchgemeinde St. Michael in Wabern und Kehrsatz im von Bischof Felix Gmür am 15. Mai 2018 errichteten Pastoralraum Region Bern. Aus den in den 1930er Jahren nur vier Katholikenfamilien im Bauerndorf Belp war in den späteren Jahren eine stetig wachsende katholische Gemeinde geworden. Sie wurde anfänglich von der Pfarrei St. Antonius Bümpliz und später von der Berner Dreifaltigkeitspfarrei betreut. Ab 1959 übernahm Pfarrer Beat Seckinger von der Pfarrei St. Michael Wabern die Seelsorge in Belp. Auf seine Initiative wurde 1967 die Kirche gebaut. Am 17. Dezember 1967 wurde die Kirche durch Bischof Franziskus von Streng dem Heiligen Geist geweiht.

## Baubeschreibung

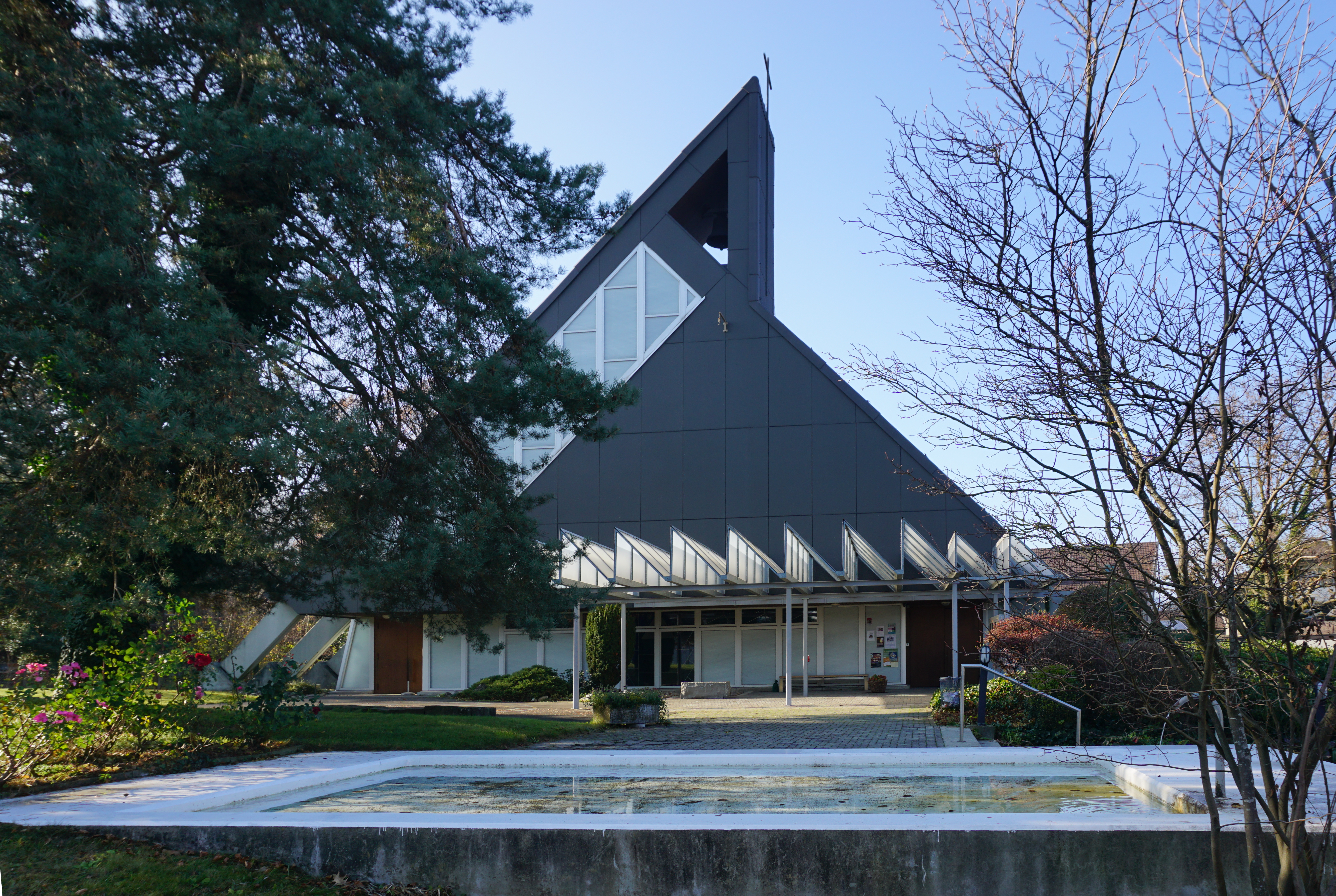
Kirchen-Vorplatz

Die 1967 erstellte Heiliggeist-Kirche wurde als Fastenopfer-Kirche nach Plänen des Architekten Hanns Anton Brütsch aus vorgefertigten Elementen errichtet. Sie war als die erste der Reihe als deren Prototyp konzipiert, konnte aber erst, verzögert durch das Bewilligungsverfahren, als zweite nach der Pauluskirche Birrfeld realisiert werden. Alle Teile des Kirchbaus wurden demontierbar konstruiert, um an anderer Stelle erneut aufgebaut werden zu können. Dank dem Satteldach, das im 45-Grad-Winkel bis zum Boden heruntergezogen ist, konnte auf das Errichten von Seitenwänden verzichtet werden. Hinter der Altarwand befinden sich auf drei Stockwerken Büros und Pfarreiräume. In den Jahren 1986–1988 fanden einige Baumassnahmen zum Gebäudeerhalt statt, und 2009 wurden das Dach und die Fassaden saniert. Der Eingangsbereich wurde nachträglich mit gläsernen Sheddach-Elementen überdacht. Die jüngste Renovierung betraf die Modernisierung des Kirchenraums.

## Innenraum und künstlerische Ausstattung

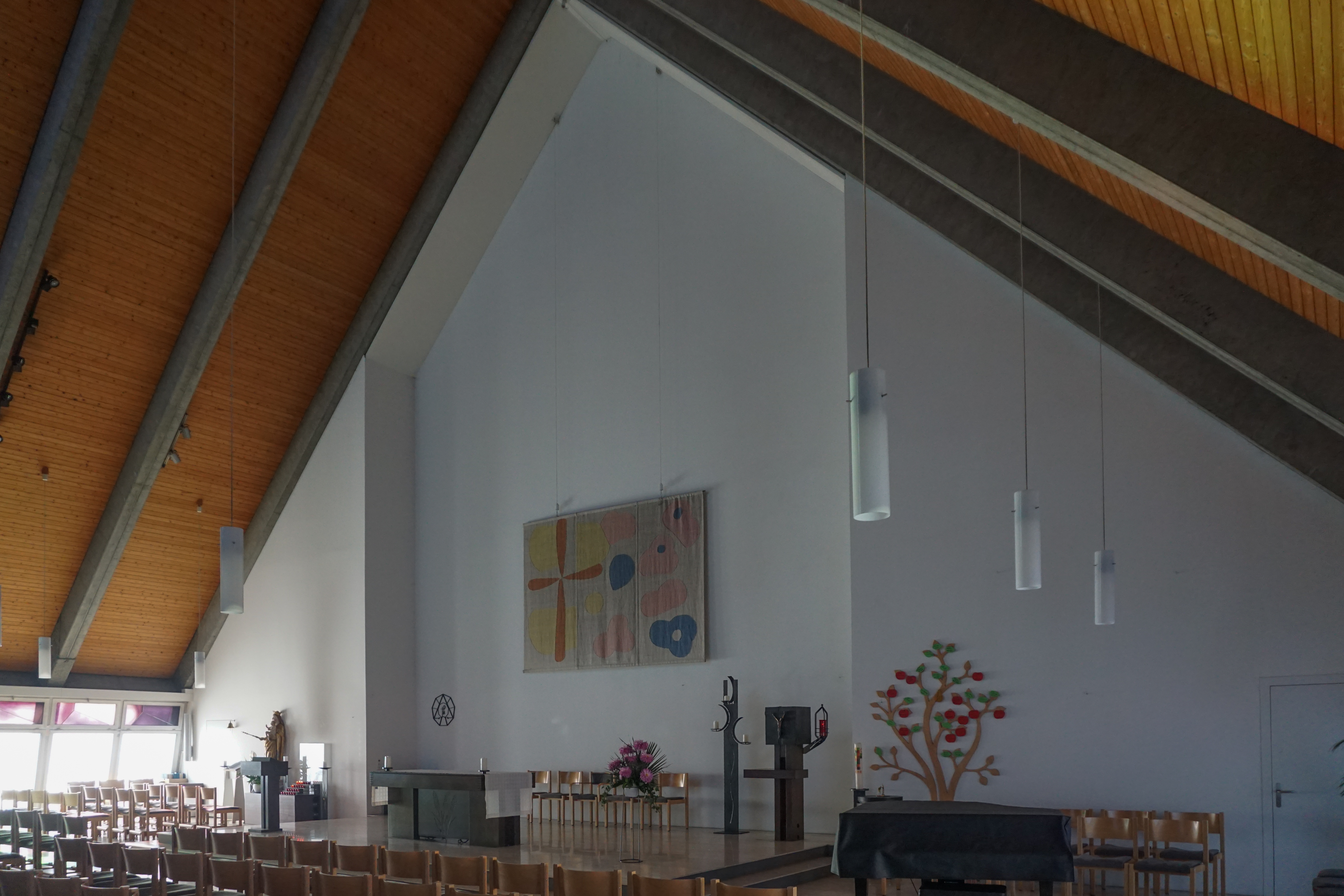
Inneres mit Altarraum

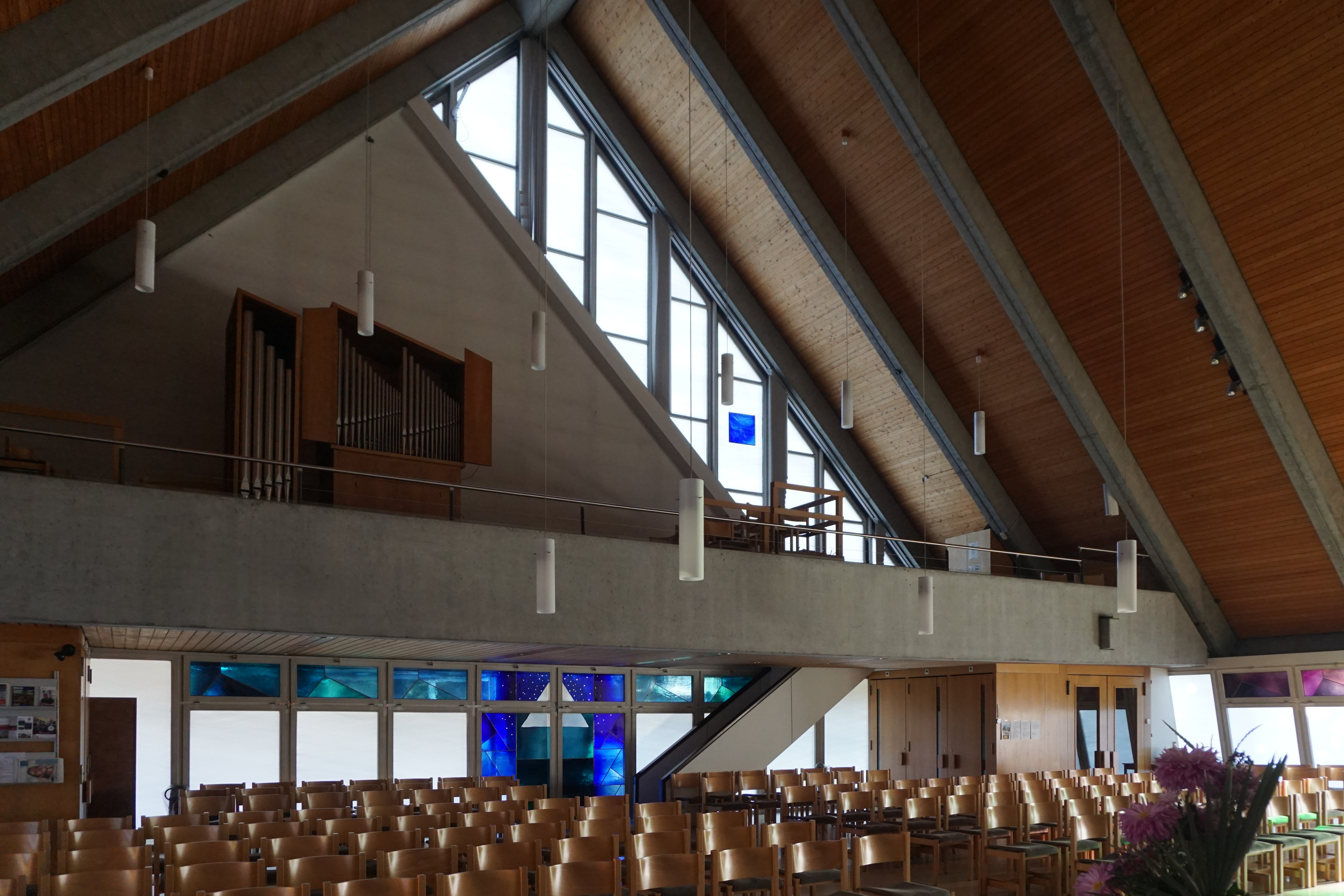
Empore und Orgel

Auf dem neuen Bodenbelag aus hellem Marmor stehen statt der Kirchenbänke flexibel verwendbare Stühle. Die neue Anordnung und die neue Beleuchtung erlauben eine vielfältige Nutzung des Kirchenraums. Besonders zu beachten sind die von Heidi Reich 1993 gestalteten Glasfenster. Eines weist mit der Taube symbolisch auf den Heiligen Geist von Pfingsten hin. Tag und Nacht in Sonne, Mond und Sternen kann in den anderen Fenstern gesehen werden. Ein Wandteppich, entworfen von Ferdinand Gehr, den seine Tochter, die Textilkünstlerin Franziska Gehr, gewoben hat, wird wechselweise über dem Altar oder an der Emporenbrüstung aufgehängt.